# Winnipegosis
Winnipegosis (ang. Lake Winnipegosis, fr. Lac Winnipegosis) – jezioro w Ameryce Północnej, położone w kanadyjskiej prowincji Manitoba, 300 km na północny zachód od miasta Winnipeg. Jezioro zajmuje powierzchnię 5370 km².
Winnipegosis to jedno z jezior tworzących zespół jeziorny w środkowej części prowincji Manitoba. Pozostałe to jeziora Winnipeg, Manitoba i Cedar. Stanowią one pozostałość większego zbiornika wodnego – Lodowcowego Jeziora Agassiz.
Do jeziora uchodzą rzeki Red Deer, Woody, Swan, a wypływa z niego rzeka Water Hen, łącząca je z jeziorem Manitoba, dalej z jeziorem Winnipeg. Tym samym jezioro należy do dorzecza rzeki Nelson i zlewiska Zatoki Hudsona.
Nazwa jeziora, pochodząca z języka kri, stanowi zdrobnienie wyrazu Winnipeg (wīnipēk) i oznacza "małe bagniste wody".
Największą miejscowością nad jeziorem jest wieś Winnipegosis na południowym wybrzeżu jeziora, którą zamieszkuje około 700 osób.